# Rubber Band
Rubber Band is een nummer van de Britse muzikant David Bowie, uitgebracht op single in 1966. Het nummer verscheen ook op zijn debuutalbum dat in 1967 uitkwam. Het was het eerste werk dat Bowie uitbracht op het platenlabel Deram Records.
Het nummer was onderdeel van de auditietape die Bowie's nieuwe manager Kenneth Pitt gebruikte om Deram over te halen om Bowie een contract te geven. Het nummer laat Bowie's eigen adoratie van acteur Anthony Newley zien. Ondanks goede kritieken in de muziekpers flopte de single, waarbij het net zoals zijn voorgaande singles de hitlijsten niet wist te bereiken.
Het nummer werd oorspronkelijk in mono opgenomen voor de single in oktober 1966, maar werd in februari 1967 opnieuw opgenomen in stereo voor Bowie's debuutalbum. De B-kant "The London Boys" werd in 1975 uitgebracht op single in het Verenigd Koninkrijk.

## Tracklist
- Beide nummers geschreven door David Bowie.

1. "Rubber Band" - 2:05
2. "The London Boys" - 3:20

De Amerikaanse release van de single bevatte "There Is a Happy Land" op de B-kant.

## Muzikanten
- David Bowie: zang, gitaar
- Derek Boyes: orgel
- Dek Fearnley: basgitaar
- John Eager: drums